# Bela knjiga
Béla knjíga je vladni dokument, ki pojasnjuje vladno politiko do določenega vprašanja ali načrtovano zakonodajno ukrepanje. V pravu Evropske unije je dokument Evropske komisije, v katerem predstavi predloge za sprejem zakonodajnega akta na določenem področju.
V trženju ta izraz lahko označuje tudi dokument, ki ga je sestavil strokovnjak s področja, ki izbranemu občinstvu uporabnikov ponuja kakovostne in zanimive informacije.